# Ronny Rodelin
Sylvio Ronny Rodelin, né le 18 novembre 1989 à Saint-Denis (La Réunion, France), est un footballeur français qui évolue au poste d'attaquant.

## Biographie

### Débuts à Rodez et transfert à Nantes (2007-2011)
Ronny Rodelin est arrivé en métropole à l’âge de 11 ans. En mai 2002, alors joueur du SO Millau, il n'est retenu qu'en liste d'attente au Pôle Espoirs de Castelmaurou. Finalement, il n'intègre pas le centre. 
C’est au Rodez Aveyron Football, équipe de National qu’il s'aguerrit, à tout juste 18 ans.
Incisif au sein de la formation aveyronnaise il est remarqué par le FC Nantes qui le recrute en 2008. Il signe alors un contrat de 3 ans. Afin de disposer de plus de temps de jeu, il rejoint Troyes, une équipe de National dans le cadre d'un prêt de 6 mois (sans option d'achat) le 28 janvier 2010.
De son passage à Troyes, Patrick Remy se souvient d'un joueur perturbé par les blessures certes, mais aussi doté d'indéniables qualités. « Il est doué techniquement, possède une bonne couverture de balle. Il a des arguments dans le domaine de la vitesse et des dribbles chaloupés qui peuvent être déroutants, d'où son surnom : "l'Esthète". Quand il a joué, il nous a beaucoup apportés, mais il doit faire un travail parallèle pour s'étoffer » .
De retour à la Beaujoire en 2010-2011, il fera 15 apparitions en championnat (de la 14e à la 29e journée) de Ligue 2 inscrivant à l'occasion 5 buts (dont 4 lors de ses quatre premiers matchs). À noter, lors de la 27e journée du championnat disputée face à Ajaccio il participe à la bagarre générale qui a eu lieu lors de ce match. Il est sanctionné après visionnage des images d'un match de suspension ferme (plus un avec sursis).

### LOSC Lille (2011-2016)
Un an avant l'expiration de son contrat, il signe quatre ans chez le champion en titre, le LOSC Lille.
Le 3 mars 2013, il inscrit son premier but en Ligue 1 face à Bordeaux, et le deuxième vient la semaine suivante, sur la pelouse de Valenciennes. Lors de la 15e journée de Ligue 1 Ronny Rodelin inscrit son deuxième but de la saison à la 47e minute de jeu alors qu'il venait d'entrer en jeu deux minutes plus tôt.
Son passage au LOSC n'aura pas été une grande réussite, il n'est pas beaucoup décisif lorsqu'il est sur le terrain. Il marque seulement 8 buts en 105 matchs avec Lille, ratio très faible pour un attaquant.

### SM Caen (2015-2018)
Le 31 août 2015, il est prêté pour un an au SM Caen. Dès son premier match face à Troyes, il offre sa première passe décisive pour Julien Féret (victoire 1-3). Lors de la journée suivante contre Montpellier, il inscrit son premier but sous ses nouvelles couleurs (victoire 2-1). Le 26 septembre 2015, il marque son second but avec les couleurs Normandes lors d'un match face au Gazélec Ajaccio remporté 2-0. Régulièrement titulaire au poste d'ailier droit, il réalise la meilleure saison de sa carrière puisqu'il inscrit 10 buts en Ligue 1 sur une seule saison, alors qu'il n'a marqué que 8 buts toutes saisons confondues et toutes compétitions confondues avec Lille.
Le 26 juillet 2016, il est transféré définitivement au SM Caen où il signe pour trois ans. Il se distingue notamment en inscrivant un but au Parc des Princes, lors de la 91e minute du match, sortant ainsi les malherbistes de leur position de barragiste et leur offrant le maintien. Célébré en héros par toute la Normandie, Rodelin boucle la saison avec 9 buts au compteur, sa deuxième saison la plus prolifique en Ligue 1.

### EA Guingamp (2018-2021)
Le 14 août 2018, il quitte Caen pour l'En avant Guingamp.

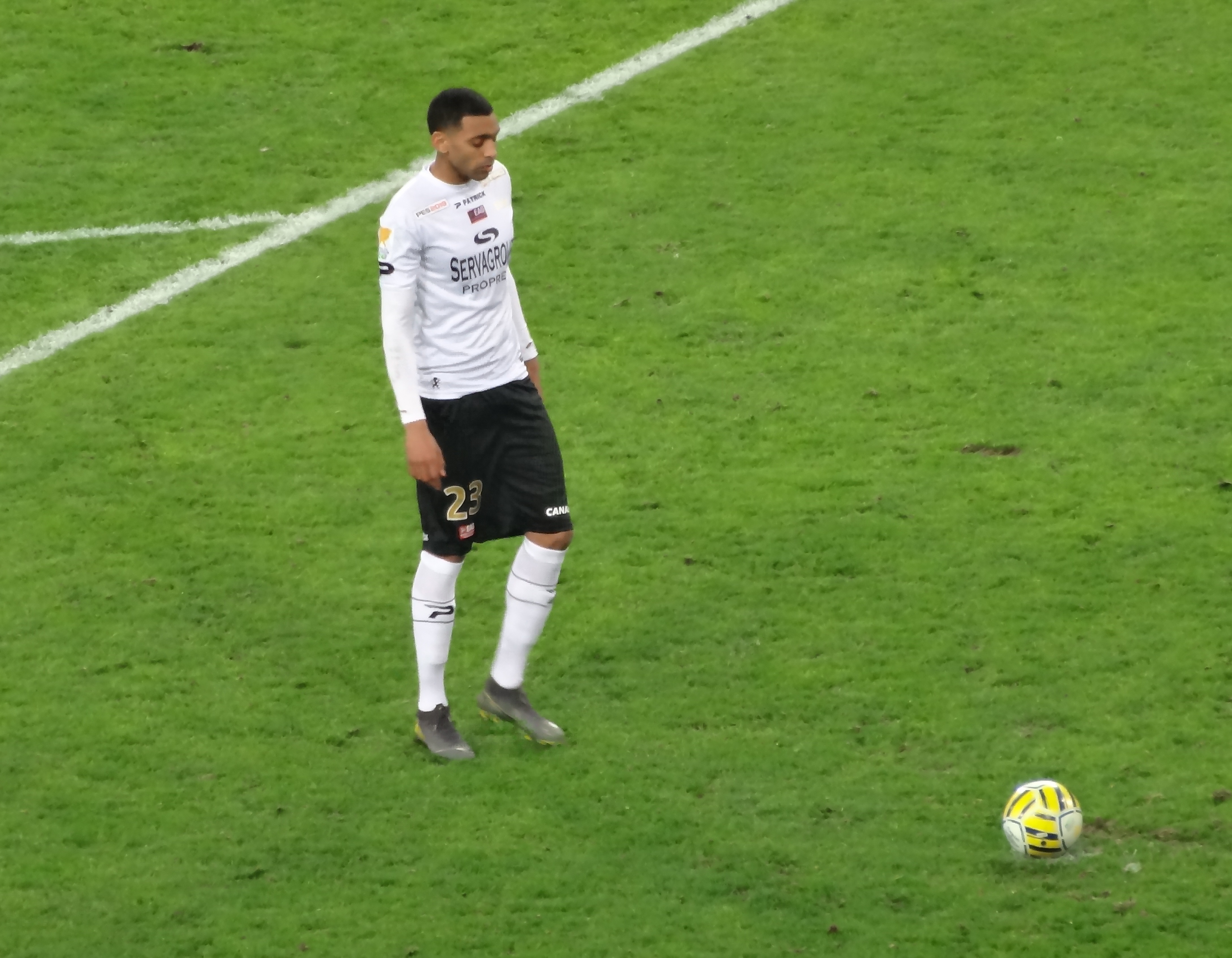
Rodelin se préparant à tirer son tir au but, durant la finale de la Coupe de la Ligue 2019.

Le 30 mars 2019, il s'incline en finale de la Coupe de la Ligue 2019 contre le Racing Club de Strasbourg aux tirs au but.
Le 20 avril 2021, lors de la 34e journée de Ligue 2, il ouvre le score et inscrit ainsi le but de la victoire face à Chambly dans le temps additionnel. Cette victoire contre le 19e du championnat alors que Guingamp était 18e s’inscrit dans une série de bons résultats qui permettent à l’En Avant de terminer la saison 2020-2021 à la 9e place après avoir longtemps flirté avec la zone de relégation.

### Servette FC (2021-2024) et fin de carrière professionnelle
Le 6 juillet 2021 le Servette FC annonce l'arrivée de Rodelin, libre depuis son départ de Guingamp, pour deux saisons avec une en option,. Il inscrit son premier but sous ses nouvelles couleurs le 22 août 2021 lors d'une victoire 4 à 1 contre le FC Lucerne.
Lors de son premier match de la saison 2022-2023 le 17 juillet 2022 contre Saint-Gall, il marque un but d'anthologie en lobbant le gardien adverse d'environ 40 mètres,. En juin 2023 le Servette annonce que l'option de son contrat est levée et qu'il reste donc une saison supplémentaire jusqu'en 2024. Avec l'arrivée du nouveau coach René Weiler, il va cependant être écarté de l'équipe première et ne compte pratiquement plus de temps de jeu. Son dernier fait d'arme pour le club sera l'inscription du tir au but décisif contre le KRC Genk, qui assure à Servette la participation à une compétition européenne. Début 2024, à la suite d'une erreur administrative de la part du club qui aura fait grand bruit, Servette décide de se séparer du joueur en urgence afin de libérer de la place dans l'effectif pour de nouvelles recrues. Il est prêté au FC Perly-Certoux, un club de cinquième division suisse. Il aura fait 77 apparitions pour le Servette FC et marqué 8 goals. 
Cet épisode marquera la fin de sa carrière professionnelle. Le 28 janvier 2025, il signe au FC Montigny-en-Gohelle, un club de régional 2 des Hauts-de-France, qui indique dans son communiqué que  "malgré des offres de clubs professionnels",  Ronny Rodelin "a décidé de tourner la page pour retrouver le plaisir d’un football de passion" .

## Statistiques
| Saison                | Club                           | Championnat           | Championnat | Championnat | Championnat | Coupe nationale | Coupe nationale | Coupe nationale | Coupe de la Ligue | Coupe de la Ligue | Coupe de la Ligue | Supercoupe | Supercoupe | Supercoupe | Compétition(s) continentale(s) | Compétition(s) continentale(s) | Compétition(s) continentale(s) | Compétition(s) continentale(s) | Total | Total | Total |
| Saison                | Club                           | Division              | M.          | B.          | P.d.        | M.              | B.              | P.d.            | M.                | B.                | P.d.              | M.         | B.         | P.d.       | Comp.                          | M.                             | B.                             | P.d.                           | M.    | B.    | P.d.  |
| 2007-2008             | Rodez AF                       | National              | 23          | 1           | 0           | 1               | 0               | 0               | -                 | -                 | -                 | -          | -          | -          | -                              | -                              | -                              | -                              | 24    | 1     | 0     |
| Sous-total            | Sous-total                     | Sous-total            | 23          | 1           | 0           | 1               | 0               | 0               | -                 | -                 | -                 | -          | -          | -          | -                              | -                              | -                              | -                              | 24    | 1     | 0     |
| 2008-2009             | FC Nantes                      | Ligue 1               | 6           | 0           | 0           | -               | -               | -               | -                 | -                 | -                 | -          | -          | -          | -                              | -                              | -                              | -                              | 6     | 0     | 0     |
| 2009-2010             | FC Nantes                      | Ligue 2               | 4           | 0           | 0           | 1               | 0               | 0               | -                 | -                 | -                 | -          | -          | -          | -                              | -                              | -                              | -                              | 5     | 0     | 0     |
| 2009-2010             | ES Troyes AC (prêt)            | National              | 5           | 2           | 0           | -               | -               | -               | -                 | -                 | -                 | -          | -          | -          | -                              | -                              | -                              | -                              | 5     | 2     | 0     |
| 2010-2011             | FC Nantes                      | Ligue 2               | 15          | 5           | 0           | 5               | 3               | 0               | -                 | -                 | -                 | -          | -          | -          | -                              | -                              | -                              | -                              | 20    | 8     | 0     |
| Sous-total FC Nantes  | Sous-total FC Nantes           | Sous-total FC Nantes  | 25          | 5           | 0           | 6               | 3               | 0               | -                 | -                 | -                 | -          | -          | -          | -                              | -                              | -                              | -                              | 31    | 8     | 0     |
| 2011-2012             | LOSC Lille                     | Ligue 1               | 9           | 0           | 0           | 2               | 0               | 0               | 1                 | 0                 | 0                 | 1          | 0          | 0          | C1                             | 2                              | 0                              | 0                              | 15    | 0     | 0     |
| 2012-2013             | LOSC Lille                     | Ligue 1               | 23          | 3           | 5           | 3               | 0               | 1               | 3                 | 1                 | 0                 | -          | -          | -          | C1                             | 3                              | 0                              | 0                              | 32    | 4     | 6     |
| 2013-2014             | LOSC Lille                     | Ligue 1               | 30          | 2           | 2           | 4               | 2               | 1               | 1                 | 0                 | 0                 | -          | -          | -          | -                              | -                              | -                              | -                              | 35    | 4     | 3     |
| 2014-2015             | LOSC Lille                     | Ligue 1               | 15          | 0           | 0           | -               | -               | -               | 1                 | 0                 | 0                 | -          | -          | -          | C1+C3                          | 2+5                            | 0+0                            | 0+0                            | 23    | 0     | 0     |
| 2014-2015             | Royal Mouscron-Péruwelz (prêt) | Division 1            | 12          | 3           | 3           | -               | -               | -               | -                 | -                 | -                 | -          | -          | -          | -                              | -                              | -                              | -                              | 12    | 3     | 3     |
| 2015-2016             | LOSC Lille                     | Ligue 1               | 1           | 0           | 0           | -               | -               | -               | -                 | -                 | -                 | -          | -          | -          | -                              | -                              | -                              | -                              | 1     | 0     | 0     |
| Sous-total LOSC Lille | Sous-total LOSC Lille          | Sous-total LOSC Lille | 77          | 5           | 7           | 9               | 2               | 2               | 6                 | 1                 | 0                 | 1          | 0          | 0          | -                              | 12                             | 0                              | 0                              | 105   | 8     | 9     |
| 2015-2016             | SM Caen (prêt)                 | Ligue 1               | 34          | 10          | 2           | 1               | 0               | 0               | 1                 | 0                 | 0                 | -          | -          | -          | -                              | -                              | -                              | -                              | 36    | 10    | 2     |
| 2016-2017             | SM Caen                        | Ligue 1               | 37          | 9           | 4           | 2               | 2               | 0               | 1                 | 0                 | 0                 | -          | -          | -          | -                              | -                              | -                              | -                              | 40    | 11    | 4     |
| 2017-2018             | SM Caen                        | Ligue 1               | 37          | 5           | 5           | 4               | 1               | 1               | 2                 | 0                 | 0                 | -          | -          | -          | -                              | -                              | -                              | -                              | 43    | 6     | 6     |
| Sous-total            | Sous-total                     | Sous-total            | 108         | 24          | 11          | 7               | 3               | 1               | 4                 | 0                 | 0                 | -          | -          | -          | -                              | -                              | -                              | -                              | 119   | 27    | 12    |
| 2018-2019             | EA Guingamp                    | Ligue 1               | 17          | 0           | 0           | 3               | 1               | 0               | 4                 | 0                 | 1                 | -          | -          | -          | -                              | -                              | -                              | -                              | 24    | 1     | 1     |
| 2019-2020             | EA Guingamp                    | Ligue 2               | 26          | 6           | 6           | -               | -               | -               | -                 | -                 | -                 | -          | -          | -          | -                              | -                              | -                              | -                              | 26    | 6     | 6     |
| 2020-2021             | EA Guingamp                    | Ligue 2               | 34          | 6           | 4           | 1               | 0               | 0               | -                 | -                 | -                 | -          | -          | -          | -                              | -                              | -                              | -                              | 35    | 6     | 4     |
| Sous-total            | Sous-total                     | Sous-total            | 77          | 12          | 10          | 4               | 1               | 0               | 4                 | 0                 | 1                 | -          | -          | -          | -                              | -                              | -                              | -                              | 85    | 13    | 11    |
| 2021-2022             | Servette FC                    | Super League          | 33          | 4           | 4           | 2               | 1               | 0               | -                 | -                 | -                 | -          | -          | -          | C4                             | 2                              | 0                              | 0                              | 37    | 5     | 4     |
| 2022-2023             | Servette FC                    | Super League          | 24          | 1           | 2           | 3               | 1               | 0               | -                 | -                 | -                 | -          | -          | -          | -                              | -                              | -                              | -                              | 27    | 2     | 2     |
| 2023-2024             | Servette FC                    | Super League          | 6           | 1           | 0           | 2               | 0               | 0               | -                 | -                 | -                 | -          | -          | -          | C1+C3                          | 4+1                            | 0+0                            | 0+0                            | 13    | 1     | 0     |
| Sous-total            | Sous-total                     | Sous-total            | 63          | 6           | 6           | 7               | 2               | 0               | -                 | -                 | -                 | -          | -          | -          | -                              | 7                              | 0                              | 0                              | 77    | 8     | 6     |
| Total sur la carrière | Total sur la carrière          | Total sur la carrière | 390         | 58          | 37          | 34              | 11              | 3               | 14                | 1                 | 1                 | 1          | 0          | 0          | -                              | 19                             | 0                              | 0                              | 458   | 70    | 41    |

## Palmarès
|  |  | EA Guingamp - Coupe de la Ligue : - Finaliste en 2019 |  | Servette FC - Championnat de Suisse : - Vice-champion en 2023 |

## Distinctions
Année 2010
- Joueur du mois de Ligue 2 en novembre avec le FC Nantes.